# Huis te Langerak
Het Huis te Langerak was een kasteel en ridderhofstad in het Nederlandse dorp Langerak, provincie Zuid-Holland.

## Geschiedenis
Het kasteel is kort voor 1253 gesticht door Wouter de Goye. Hij was afkomstig uit het geslacht van de heren Uten Goye, die de heerlijkheid Langerak in bezit hadden. Wouter was de eerste die zich zou noemen naar deze heerlijkheid: Wouter I, heer van Langerak. Naast het kasteel Langerak bezat hij ook het kasteel Langestein.
In 1353 beleende Willem van Holland heer Johan van Langerak met het slot. Het geslacht Van Langerak bleef tot 1488 eigenaar: in dat jaar overleed erfdochter Elburg van Langerak en haar zoon Wessel van den Boetzelaer werd ermee beleend.

### Ridderhofstad
De heerlijkheid Langerak was een leen van het Sticht Utrecht, terwijl het kasteel met 12 morgen land leenroerig was aan de graaf van Holland. In 1640 werd het kasteel overigens ook erkend als ridderhofstad, waardoor de eigenaar toegang kreeg tot de Utrechtse ridderschap. Op dat moment waren kasteel en heerlijkheid in eigendom van Rutger Wessel baron van den Boetzelaer.
In het Rampjaar 1672 werd kasteel Langerak nog ingezet bij de verdediging tegen de Franse troepen.

### Splitsing van kasteel en heerlijkheid
Het kasteel en de heerlijkheid waren tot 1707 altijd in één hand geweest. In dat jaar raakte Frederik Gideon van den Boetzelaer echter het slot kwijt aan Helena Velters, weduwe van de heer van Kruiningen. In 1722 kocht Samson de l'Homme, heer van La Chevellière, het kasteel aan, en na hem kwamen de burggraven Van Dohna. De heerlijkheid Langerak ging na het overlijden van Frederik Gideon in 1711 naar zijn zoon Frederik Hendrik, maar die verkocht de heerlijkheid in 1721 aan de ouders van zijn echtgenote Elisabeth. Uiteindelijk zou Elisabeth de heerlijkheid erven en in 1736 verkopen. 
Het kasteel werd in 1737 door Philip Jacob graaf van den Boetzelaer gekocht van Freda Maria, burggravin von Dohna. Hiermee was het kasteel dus weer terug in de familie Van den Boetzelaer. Nog datzelfde jaar werd hij met het kasteel beleend en in 1758 werd hij dankzij het bezit van het kasteel lid van de Utrechtse ridderschap.

### Afbraak
Na Philips overlijden in 1772 werd zijn zoon Benjamin met Langerak beleend. Het kasteel bleek bouwvallig te zijn en in 1774 werd het ter afbraak te koop aangeboden, maar uiteindelijk werden er alleen delen afgebroken en vonden er verbouwingen plaats. Benjamin liet het tot huis teruggebrachte kasteel in 1807 na aan zijn dochter, maar zij overleed al in 1813 waarna haar moeder Agatha barones Sulyard de Leefdael het kasteel erfde. Zij stierf in 1832 en Langerak werd verkocht. De laatste restanten van het kasteel werden in 1840 gesloopt. De boerderij Het Slot werd gebouwd op het voormalige kasteelterrein.

## Beschrijving
Het kasteel had een slotkapel, volgens een in 1408 verkregen toestemming om er de mis te mogen opdragen.
Tekeningen uit de 17e en 18e eeuw tonen een omgracht complex dat bestond uit een hoofd- en een voorburcht. Een poortgebouw op de voorburcht bood toegang tot het complex. Deze voorburcht was verder voorzien van muren, torens en bebouwing. Vanuit de voorburcht leidde een houten brug naar de vierkante hoofdburcht. Deze bestond aan de voorzijde uit twee vierkante torens waartussen zich de ingang bevond. Het hoofdgebouw was twee verdiepingen hoog.
Van het kasteelcomplex zijn restanten van de slotgracht bewaard gebleven.

## Afbeeldingen

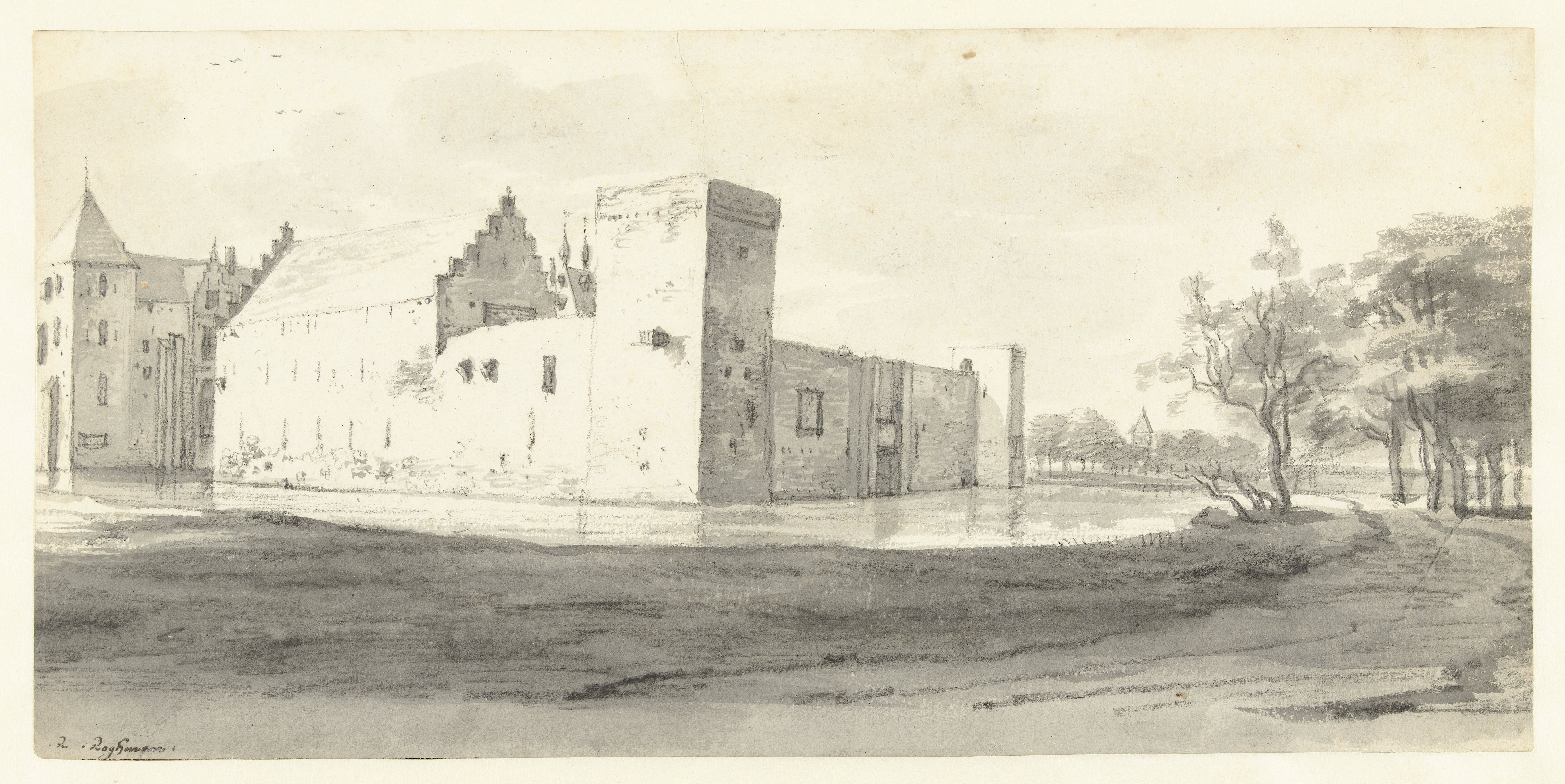
Gezicht op Huis te Langerak, door Roelant Roghman, circa 1646
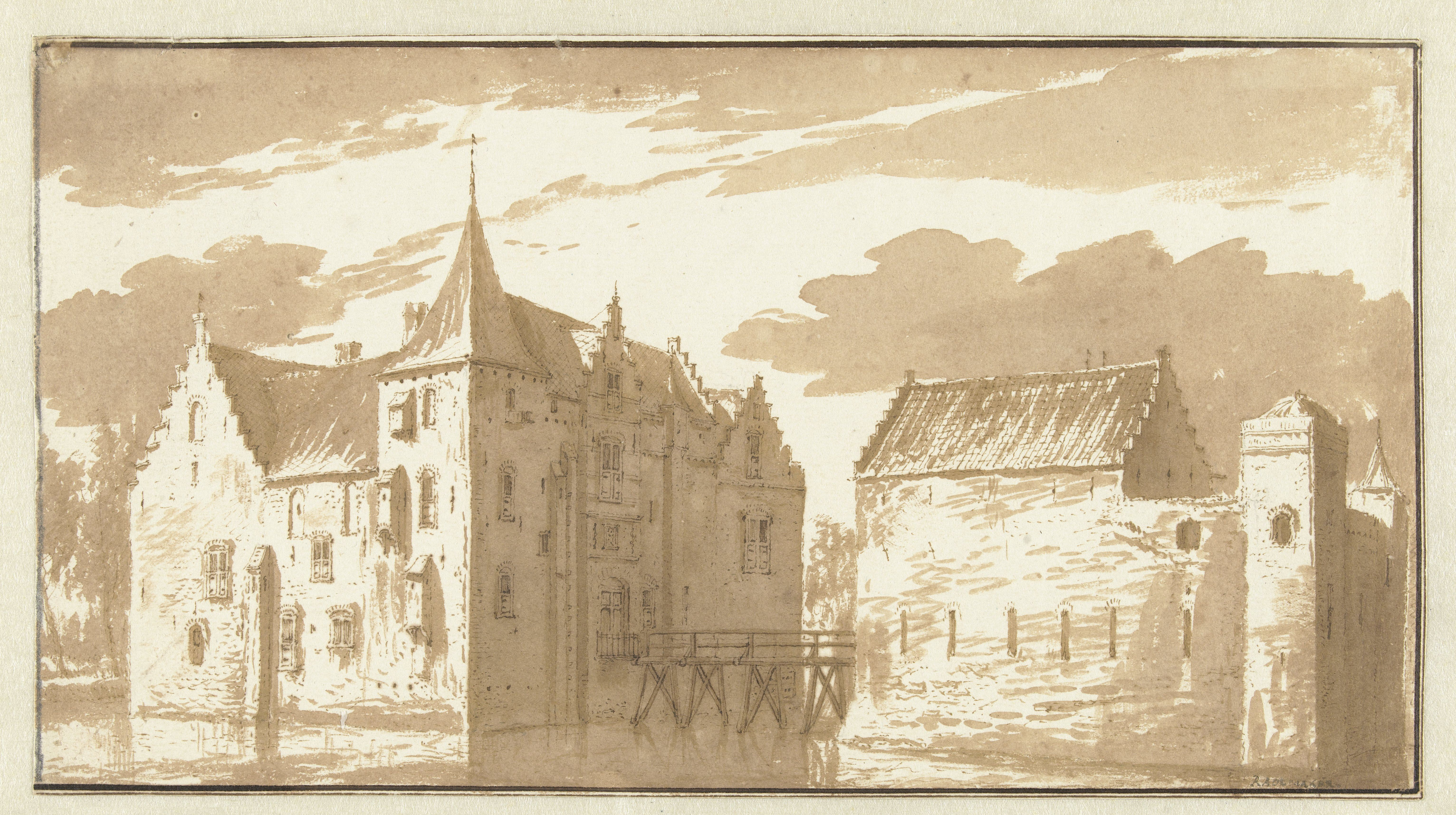
Kasteel van Langerak, Door Abraham Rademaker (eerste helft 18e eeuw)
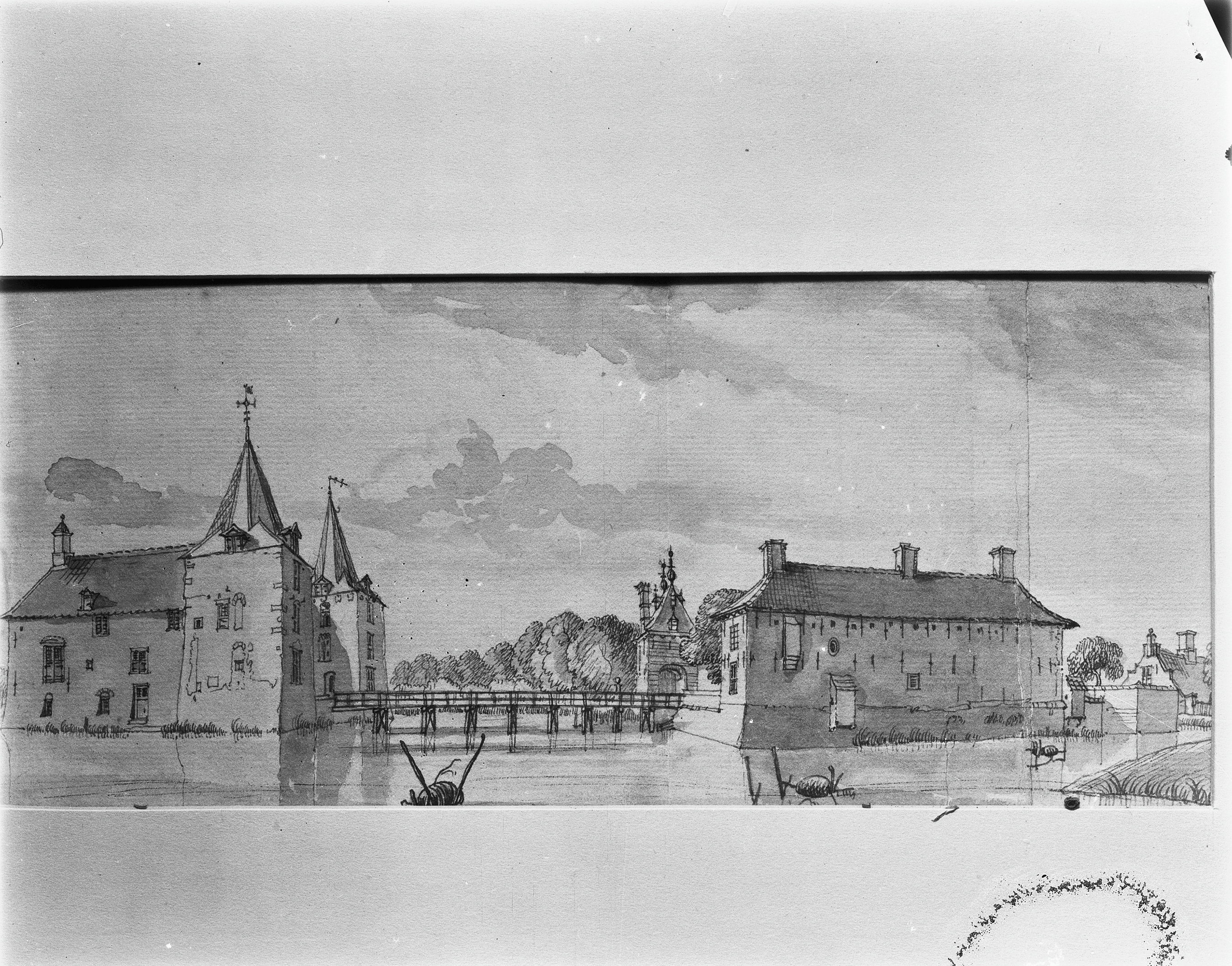
Huis Langerak, door Jan de Beijer, 1744

Abbenbroek · Abspoel · Adegeest · Slot Alkemade ·  Altena · Arkelsburg · Bellesteyn · Huis ten Berghe · Binckhorst · Binnenhof · Blijdestein · Te Blotinghe · Boekenburg · Boekhorst · Boshuysen · Bulgersteyn · Burcht (Leiden) · Burcht (Voorne) · Slot Capelle · Coebel · Cranenburg · Crayestein · Cronesteyn · Crooswijk · Develstein · 't Huys Dever · Dirks Steenhuis · Ter Does · Duivenstein · Duivenvoorde · Endegeest · Endepoel · Foreest · Giessenburg · Gravensteen · Groot Haesebroek · 's Heeraartsberg · Hof van Wateringen · Holy · Slot Honingen · Kasteel van de Heren van Arkel · Kasteel van Gouda · Keenenburg · Kasteel Keukenhof · Klein Poelgeest · Huis te Langerak · Langestein · Huis te Liesveld · Ter Lips · De Loo · Madeburcht · Marenburch · Meerburg · Huis te Merwede · Huis ter Mey · Kasteel van der Meye · Niemandsvriend · Noordeloos · Oud-Berendrecht · Oud-Poelgeest · Oud Teylingen · Paddenpoel · Persijn · Groot Poelgeest · Hof van Putten · Puttensteyn · Landgoed De Raephorst · Kasteel Ravesteyn · Kasteel van Rhoon · Rijnegom · Rijnenburg · Huis te Riviere · Rodenburg · Hofstad Rodenrijs · Rodenrijs · Rosenburgh · Huis Roucoop · Santhorst · Schelluinderberg · Schonenburg · Kasteel van Schoonhoven · Souburgh · Spangen · Starrenburg · Huis ter Specke · Steenvoorde · Stenevelt · Slot Teylingen · Den Toll · Torenvliet · Slot Valckesteyn · Huis ter Waard · Warmont · Ter Weer · Hof van Wena · Kasteel Westerbeek · Huis te Woude · Kasteel van IJsselmonde · 't Zand · Huis Zevender · Kasteel aan de Zevender · Zijlhof · Zonneveld · Huis Zuidwijk · Zwieten